# وفاق صبراته
وفاق صبراته، هو ناد ليبي لكرة القدم مقره في صبراتة، ليبيا، تأسس عام 1954.
خلال موسم 2006/2007 احتل وفاق صبراته المركز الثالث في المجموعة الأولى في دوري الدرجة الثانية الليبي. شارك النادي في الدوري الليبي الممتاز من موسم 2001/2002 حتى موسم 2005/2006، حيث هبط النادي في ذلك الوقت ليحتل المركز الأخير في الدوري. خلال موسم 2007/2008 احتل وفاق صبراته المركز الثاني في المجموعة الأولى من دوري الدرجة الثانية الليبي وترقى إلى الدوري الليبي الممتاز.

## سجل المشاركات
- الدوري الليبي الممتاز (6 مرات): 2008-09، 2007-08، 2005-06، 2003-04، 2002-03.[3]
- دوري الدرجة الثانية الليبي (4 مرات): 2010-11، 2009-10، 2007-08، 2006-07.[3]
- كأس ليبيا (9 مرات): 2021-22، 2009-10، 2008-09، 2007-08، 2006-07، 2005-06، 2004-05، 2003-04، 2013-14.[3]
- كأس الإتحاد الليبي (مرة واحدة):2008-09.[3]

## وصلات خارجية
- موقع النادي